# Iglesia de la Intercesión del río Nerl
La Iglesia de la Intercesión de la Santísima Virgen en el río Nerl (en ruso: Церковь Покрова на Нерли, romanizado: Tsérkov Pokrová na Nerlí) es una iglesia ortodoxa, símbolo de la Rusia medieval. Forma parte de los lugares Patrimonio de la Humanidad de la Unesco denominados Monumentos Blancos de Vladímir y Súzdal, con el código de identificación 633-004. Se encuentra en el lugar donde el río Nerl afluye al Kliazma en Bogoliúbovo, 13 kilómetros al noreste de Vladímir, antigua capital.
Encargada por Andréi Bogoliubski en 1165 para conmemorar a su hijo asesinado, la iglesia solía estar conectada con el castillo de piedra de Andréi por una galería. El monumento está construido en piedra blanca, tiene una cúpula y cuatro columnas en el interior. Sus proporciones están alargadas con el propósito de que su perfil resulte más esbelto, aunque esta solución arquitectónica hace que su interior sea demasiado oscuro para celebrar misas.
Durante siglos, esta iglesia conmemorativa acogió a todos los que se acercaban al palacio de Bogoliúbovo. En primavera, la zona estaría inundada, y la iglesia parecería flotar sobre el agua. La iglesia en sí no ha sido tocada por generaciones posteriores, aunque las galerías se demolieron y la forma de la cúpula se alteró ligeramente. Las paredes aún están cubiertas con tallas del siglo XII.

## Referencias

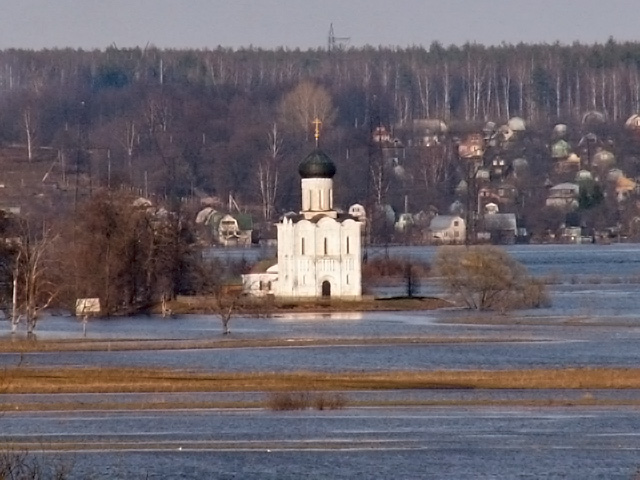
Vista de la iglesia que muestra su ubicación junto al río.